# Kostel svatého Mikuláše (Rønne)
Kostel svatého Mikuláše (dánsky: Sankt Nicolai kirke) je farní kostel v Rønne na dánském ostrově Bornholm. Byl založen v roce 1275 a roku 1918 prošel celkovou přestavbou a rozšířením. Je zasvěcen svatému Mikuláši a spadá pod kodaňskou diecézi dánské evangelické církve.

## Historie

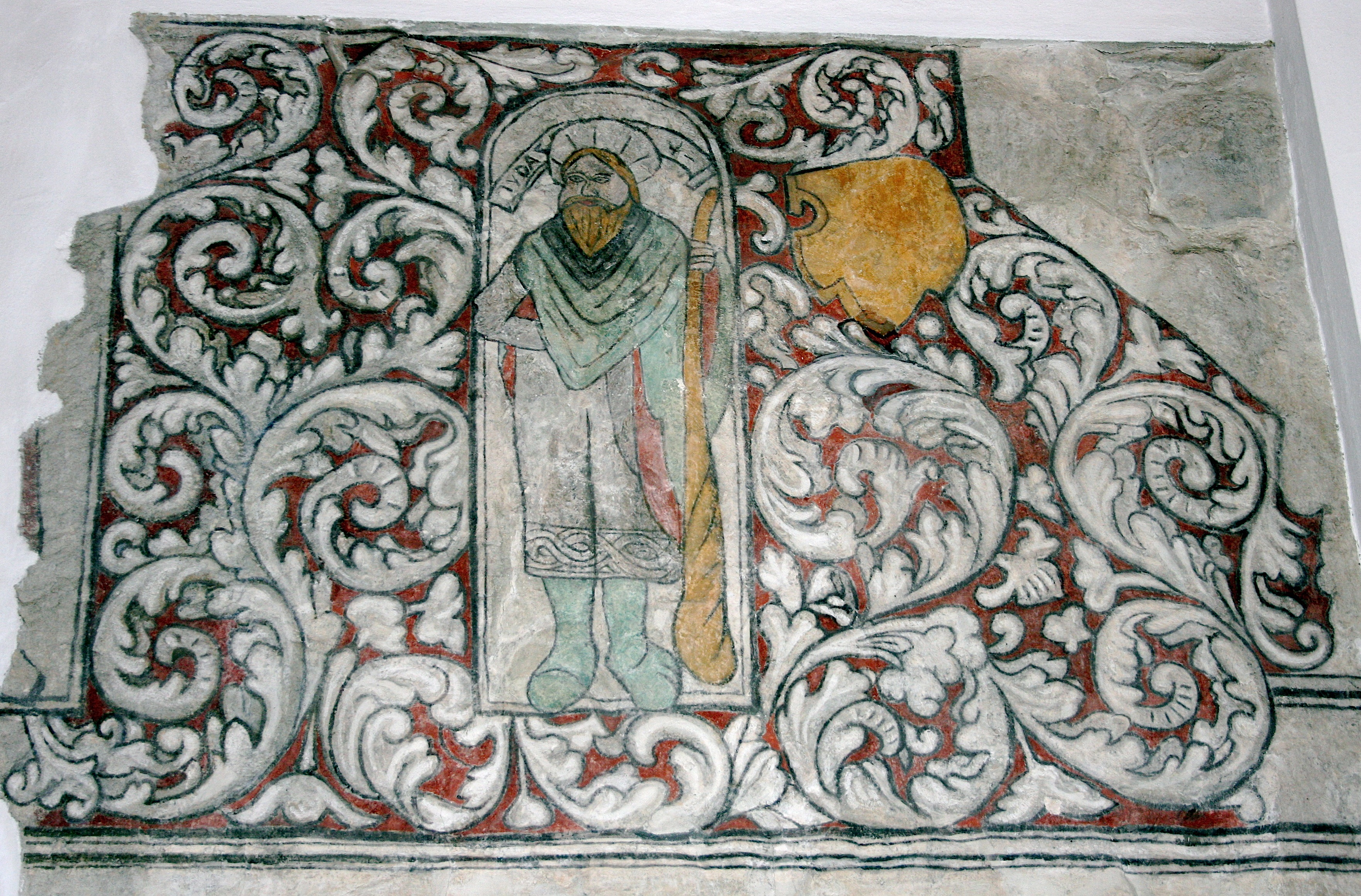
Stará freska

Dnešní kostel sv. Mikuláše v Rønne stojí na místě původní, mnohem menší stavby z roku 1275, známé jako Knuds Kirke (Knutův kostel). Základy této starší stavby jsou dodnes viditelné v severovýchodní části současného kostela. V období kolem roku 1350, kdy Rønne získávalo na významu, byl kostel rozšířen směrem na západ a téměř zdvojnásobil svou délku. Věž na západním konci byla přidána v roce 1550, ale v roce 1699 prošla přestavbou. V roce 1797 byl připojen severní transept. Mezi lety 1915 a 1918 proběhlo rozsáhlé rozšíření kostela s cílem zachovat původní styl. Během těchto úprav byla dokončena také jižní příčná loď. Další rekonstrukce proběhla v letech 1982–1983, kdy byla v celém kostele položena podlaha z místní žuly.

## Inventář

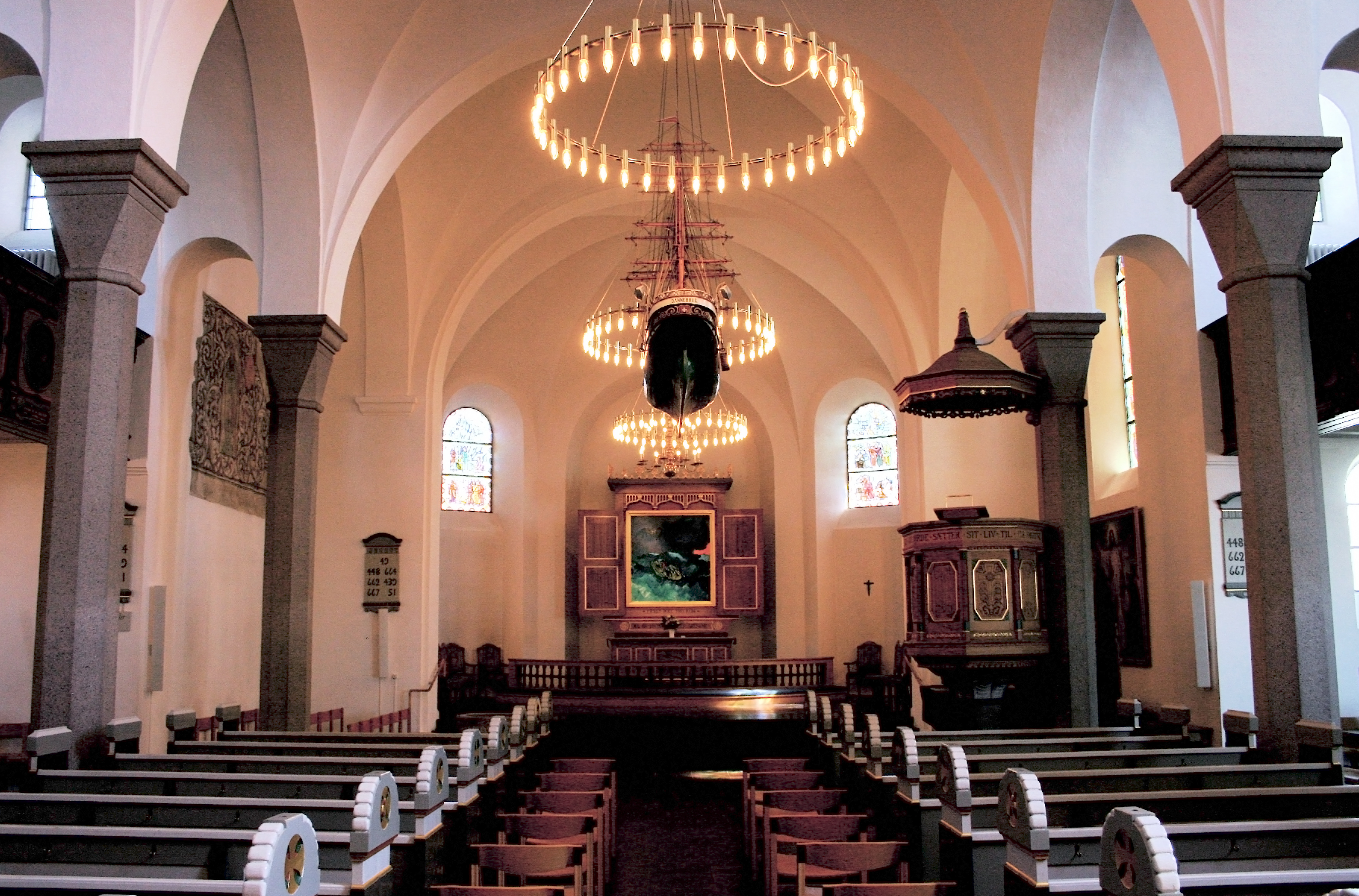
Hlavní loď

Mnoho cenných předmětů v kostele se dochovalo po staletí. Nejmenší ze tří zvonů pochází z roku 1300 a byl odlit v Německu. Mariaklokke (Mariin zvon) s nápisem Zdrávas Maria byl pravděpodobně odlit v Greifswaldu roku 1434. Největší zvon, původně z doby kolem roku 1500, byl znovu odlit v roce 1903. Křtitelnice ve tvaru polokoule vyřezaná z gotlandského vápence pochází ze 14. století. Velký lustr byl vyroben v Lübecku v roce 1620.
Dřevěný oltář, vyřezávaný Christianem Kofoedem, pochází z roku 1918 a nese zobrazení Agnus Dei s vítězným praporem. Kofoed také navrhl kazatelnu a lavice. Obraz nad oltářem, znázorňující Ježíše, jak uklidňuje bouři, je dílem Svena Havsteena Mikkelsena (1912–1999). Některé starší chrámové předměty lze vidět v Bornholmském muzeu.